# エピオルニス
エピオルニス（Aepyornis）は、アフリカのマダガスカル島に17世紀頃まで生息していたと考えられている地上性の鳥類。古顎類エピオルニス目エピオルニス科に分類される。非常に巨大であり、史上最も体重の重い鳥であったと言われている。
マダガスカル島の固有属である。かつては無人島であったマダガスカル島で独自の進化を遂げ繁栄していたが、2000年ほど前からマダガスカル島に人間が移住・生活するようになると、狩猟や森林の伐採など環境の変化によって生息数が急速に減少し、最終的に絶滅してしまった。ヨーロッパ人がマダガスカル島に本格的に訪れるようになった17世紀には既に絶滅していたと言われるが、1840年頃まで生存していたとする説もある。
伝説の巨大な鳥・ロック鳥のモデルだったのではないかとも言われている。ただし、エピオルニスは伝説のロック鳥と違って翼が退化しており、空を飛ぶことは全くできなかった。

## 特徴
頭頂までの高さは3-3.4 m、体重は推定400-500 kgあり、ダチョウを大きく上回っていた（ダチョウは大きい個体でも身長は約2.5 mで体重は135 kg程度）。また、卵も巨大であり、現在知られている最大の卵の化石は長さ約33 cm、直径約24 cmで、ダチョウの卵（長さ約17-18 cm）の2倍近くもある。また卵の殻の厚さは3-4 mmで、重さは約9-10 kg（ダチョウの卵の約7個分で、ニワトリの卵の約180個分）と推定されている。

## エピオルニスを主題にした作品
- イーピヨルスの島 - ハーバート・ジョージ・ウェルズの小説。